# Коалиция по расследованию преследований в отношении Фалуньгун в Китае
Коали́ция по рассле́дованию пресле́дований в отноше́нии Фалуньгу́н в Кита́е (англ. The Coalition to Investigate the Persecution of Falun Gong in China (CIPFG)) — международная неправительственная организация, созданная 5 апреля 2006 года в США «Ассоциацией Фалунь да фа». Собирает и публикует материалы о деятельности китайских властей по борьбе с Фалуньгун. Организация также имеет отделение в Канаде.

## История

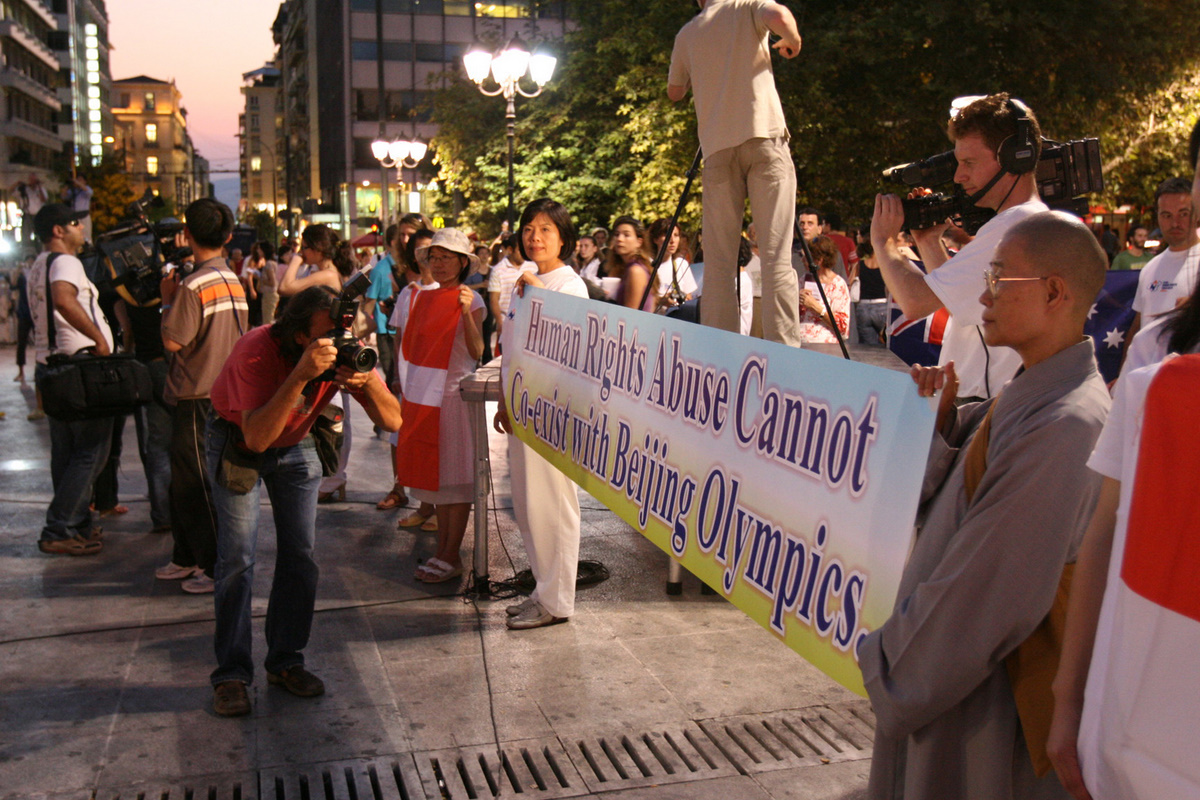
Участники Всемирной эстафеты Олимпийского огня за права человека держат плакат с надписью: «Нарушения прав человека несовместимы с Олимпийскими играми»

В 2006 году члены организации обратились к бывшему депутату Палаты общин Парламента Канады Дэвиду Килгуру и старшему юрисконсульту Бней-Брит Канады, адвокату Дэвиду Мэйтасу с просьбой проверить утверждения об извлечении внутренних органов у последователей Фалуньгун в Китае, что нашло отражение в отчёте Килгура — Мэйтаса. В декабре 2006 года министр здравоохранения Австралии Стивен Робертсон ответил на петицию CIPFG о трансплантации органов в Китае, объявив об отмене совместных с Китаем программ обучения китайских врачей-трансплантологов в больнице принца Чарльза и больнице принцессы Александры и научно-исследовательских программ по трансплантации органов.
Инициируя бойкот Олимпийских игр 2008 года в Пекине, организация провела в 2007 году Всемирную эстафету Олимпийского огня за права человека, которая стартовала в Афинах 9 августа и прошла через 150 городов 35 стран Европы, Азии, Северной Америки и Австралии. Целью мероприятия провозглашалось донесение до широкой общественности информации о состоянии прав человека в Китайской Народной Республике и особенно о преследовании Фалуньгун. В эстафете принял участие бывший член сборной команды Китая по баскетболу Чэнь Кай.
В июле 2020 года организацию объявили «нежелательной» на территории России.

## Оценки
Кандидат философских наук, доцент кафедры философии и социальных коммуникаций МАИ и кафедры социологии и психологии МЭСИ О. Э. Петруня отмечает, что: «Сегодня даосско–буддийскую карту в отношении набирающего силу Китая пытаются разыграть на Западе. Речь идет о секте Фалуньгун, основанной Ли Хунчжи. [...] Секта была официально запрещена в Китае (запрет не действует в Гонконге и на Тайване) в июле 1999 г. после организации ее приверженцами массовых протестов. Секта показала высокую сплочённость и организованность, на момент запрета ставшую фактически тайной организацией. Запрет секты и репрессии против её активных сторонников вызвали организованную антикитайскую компанию в США и Европе. В Вашингтоне была создана целая неправительственная организация – Коалиция по расследованию преследований в отношении Фалуньгун (CIPFG) с отделением в Оттаве (Канада)».

## Примечание
1. ↑  Thomas Lum. CRS Report for Congress #RL33437. China and Falun Gong CRS-7 paragraph 3. Congressional Research Service[англ.] (25 мая 2006). Дата обращения: 10 апреля 2016. Архивировано 28 июня 2006 года.
2. ↑  Lenta.Ru (23 декабря 2009). По законам Доброты. Аргентина выдала ордер на арест Цзян Цзэминя. Архивировано 20 апреля 2016. Дата обращения: 1 июня 2016.
3. ↑  Agence France-Presse (8 июля 2006). Canadian report implicates China in organ harvesting. Taipei Times[англ.]. Архивировано 9 августа 2020. Дата обращения: 30 марта 2016.
4. ↑  Newspaper (недоступная ссылка — история). Thewhig.com (1 декабря 2009). Дата обращения: 18 декабря 2009.
5. ↑  Chojnowski P. Red Harvest: China's Prisoner Organ Trafficking Attacked at Vatican Conference. Архивная копия от 5 марта 2018 на Wayback Machine // Catholic Medical Quarterly. 2017. Vol. 67(4).
6. ↑  Hospitals ban training Chinese surgeons. Sydney Morning Herald. 5 декабря 2006. Архивировано 25 октября 2017. Дата обращения: 30 марта 2016.
7. ↑  Alanah May Eriksen (17 декабря 2007). Human rights marchers want Olympic boycott. The New Zealand Herald[англ.]. Архивировано 4 декабря 2019. Дата обращения: 30 марта 2016.
8. ↑  Calgary, The. City rally hears student's tale of torture, imprisonment in China. Canada.com[англ.] (20 мая 2008). Дата обращения: 18 декабря 2009. Архивировано 13 апреля 2016 года.
9. ↑  A Site Without Borders - - Human Rights Torch Comes to Vancouver. MWC News (9 августа 2007). Дата обращения: 18 декабря 2009. Архивировано из оригинала 29 сентября 2008 года.
10. ↑  Activists carry torch to protest human-rights violations in China. News.medill.northwestern.edu (14 мая 2008). Дата обращения: 18 декабря 2009. Архивировано 30 сентября 2011 года.
11. ↑  One UK, 6 U.S. NGOs designated undesirable in Russia. Интерфакс (англ.). Moscow. 20 июля 2020. Архивировано 22 июля 2020. Дата обращения: 2 сентября 2023.
12. ↑  Петруня, 2012, с. 134—135.